# Лагиони, Жан-Франсуа
Жан-Франсуа Лагиони (фр. Jean-François Laguionie, 4 октября 1939 года, Безансон, Франция) — французский аниматор, писатель и художник. Обладатель «Золотой пальмовой ветви» Каннского кинофестиваля и премии «Сезар», лауреат и номинант других национальных и международных кинофестивалей.

## Биография
Учился в Школе драматических искусств (фр. L'école de la rue Blanche). Первоначально Лагиони хотел заниматься театром, работал над созданием декораций и освещением. Участвовал в создании детских спектаклей в китайской силуэтной технике. У Поля Гримо, с которым он познакомился во время обучения благодаря сверстнику и другу Жаку Коломба, режиссёр перенял некоторые особенности своей будущей творческой манеры и увлечение мультипликацией. Испытал сильное влияние чешской школы анимации. С 1964 по 1972 год работал на студии Гримо над короткометражной мультипликацией.
В 1965 году снял короткометражный мультфильм «Мадемуазель и виолончелист». Мультфильм получил Гран-при на фестивале в Анси. В 1978 году удостоен награды «Золотая пальмовая ветвь» в категории «Короткий метр» на Каннском кинофестивале за короткометражный фильм «Путешествие через Атлантику на веслах». Этот же мультфильм получил премию «Сезар» за лучший анимационный фильм года. В 1979 году в Cévennes Лагиони открыл собственную студию. В 1984 году создал студию «La fabrique», которой руководил до 2000 года, стал выступать в качестве продюсера своих и чужих полнометражных мультфильмов (среди них ряд фильмов другого крупного французского мультипликатора Мишеля Осело — близкого друга Лагиони)
В 1985 году закончил съёмки своего первого полнометражного фильма «Гвен, книга песка» (Gwen, le livre de sable). Конец времён. Девочка-сирота принята в кочевое племя. Пустыню, в которой оно проживает, населяют гигантские копии предметов из повседневной жизни прежнего мира, потерявшие своё назначение. Её друга похищают. Героиня отправляется на розыски и сталкивается с жителями тайного города, превратившими атрибуты повседневной жизни прошлого в предметы религиозного культа.
В мультфильме «Королевство обезьян» (1999, «Le Château des singes», иначе «Замок обезьян») противостоят друг другу два обезьяньих племени. Одно находится в состоянии дикости, другое отмечено чертами цивилизованности. Обезьяны ходят на двух ногах, носят одежду, слушают музыку, читают книги.
Действие мультфильма «Остров Блэкмор» (2003, «L' Île de Black Mór») происходит в 1803 году. Сирота, живущий в приюте, мечтает о далёких путешествиях. С двумя встреченными им мошенниками он отправляется на остров за сокровищами.
Фильм «Картина» ("Le Tableau") снят в 2011 году. Сюжет основан на противоборстве нарисованных персонажей картины с набросками. Героиня отправляется с друзьями на поиски художника, который сможет помочь им. Сочетаются игровые эпизоды (художник, нарисовавший персонажей) и рисованная мультипликация (герои картин художника).
Режиссёр проводил съёмки для телевидения, выполнял при этом функции художника, художественного руководителя, продюсера и художника-постановщика
Выступал в качестве автора и иллюстратора книг.
Проживает в Великобритании с 2005 года.

## Особенности творчества
Начинал работу в мультипликации с техники коллажа. Придавал большое значение глубине сюжета своих фильмов. О своих предшественниках говорил:

«Была европейская культура, которая требовала анимационных фильмов просто с красивыми картинками, не беспокоясь слишком много о слабости сценария».
Лагиони создавал свои фильмы в стилистике драматического спектакля. Они отличаются красочными декорациями, загадочными сюжетами и лиризмом, интимной интонацией. Полнометражные мультфильмы мастера с течением времени стали носить более коммерческий характер.

## Фильмография
| Год       | Фильм                                 | Выходные данные                                                              | Награды |
| --------- | ------------------------------------- | ---------------------------------------------------------------------------- | --- |
| 1965      | Мадемуазель и виолончелист            | La Demoiselle et le violoncelliste, Франция, 9 минут                         | Annecy International Animated Film Festival 1965 — Гран-при |
| 1967      | Ноев ковчег                           | L’arche de Noé, Франция, 10 минут                                            | Krakow Film Festival 1967 — Серебряный Дракон |
| 1969      | Случайная бомба                       | Une Bombe par hasard                                                         | Krakow Film Festival 1969 — Специальный приз жюри |
| 1971      | Частный пляж                          | Plage privée                                                                 | |
| 1974      | Актёр                                 | L’acteur, Франция, 6 минут                                                   | |
| 1974      | Пётр и русалка                        | Potr' et la fille des eaux, Франция, 12 минут                                | |
| 1976      | Маска дьявола                         | Le masque du diable, Франция, 12 минут                                       | |
| 1978      | Путешествие через Атлантику на веслах | La Traversée de l’Atlantique à la rame, Франция, 24 минуты                   | Cannes Film Festival 1978 — Золотая пальмовая ветвь за лучший короткометражный фильм, César Awards, France 1979 — Лучший короткометражный фильм, Ottawa International Animation Festival 1978 — Гран-при |
| 1985      | Гвен, Книга песка                     | Gwen, le livre de sable, Франция, 67 минут                                   | |
| 1996-2001 | Кот Уильям                            | Billy the Cat, Франция, Великобритания, Канада, Бельгия, Германия, ТВ-сериал | |
| 1999      | Королевство обезьян                   | Le Château des singes, Франция, Великобритания, Германия, Венгрия, 80 минут  | Hollywood Film Awards 2000 — Hollywood Discovery Award |
| 2003      | Остров Блэкмор                        | L'Île de Black Mór, Франция, 85 минут                                        | Chicago International Children’s Film Festival 2004 — Adult’s Jury Award |
| 2011      | Картина                               | Le Tableau, Франция, 76 минут                                                | Chicago International Children’s Film Festival 2012 — Adult’s Jury Award, 3 номинации на международных фестивалях                                                                                        |